# I battellieri del Volga (film 1959)
I battellieri del Volga è un film del 1959 diretto da Viktor Turžanskij.
È una pellicola avventurosa ambientata durante il periodo dell'Impero russo e girato nel 1958 grazie ad una produzione italiana, francese e jugoslava.

## Trama
Alexei, un capitano dell'esercito dello zar viene a conoscenza del fatto che la sua promessa sposa, Tatiana, è stata prima rapita e poi violentata da un generale, Gorev. Dopo averlo affrontato e insultato, Alexei viene accusato ingiustamente e condannato alla prigione da scontare in Siberia. Grazie alla coraggiosa Tatiana che si adopera per la sua evasione, Alexei riesce a fuggire ma la sua fidanzata perde la vita durante la fuga.
Deciso a chiedere vendetta per le ingiustizie subite e per vendicare la morte di Tatiana, Alexei si rifugia dapprima in mezzo ad alcuni battellieri che commerciano lungo il Volga, ai quali in seguito chiederà aiuto per ordire la sua vendetta personale.
Tra i suoi nuovi alleati si trova anche Masha, una bella gitana che entrerà con prepotenza nella sua vita.